# ジョシュ・レスター
ジョシュア・ベンジャミン・レスター（Joshua Benjamin Lester, 1994年7月17日 - ）は、アメリカ合衆国ジョージア州マスコギー郡コロンバス出身のプロ野球選手（内野手）。右投左打。MLBのボルチモア・オリオールズ傘下所属。

## 経歴

### プロ入り前
2012年のMLBドラフト30巡目（全体923位）でクリーブランド・インディアンスから指名されたが、この時は契約せずにミズーリ大学コロンビア校へ進学した。

### プロ入りとタイガース時代
2015年のMLBドラフト13巡目（全体400位）でデトロイト・タイガースから指名され、プロ入り。契約後、傘下のルーキー級ガルフ・コーストリーグ・タイガースでプロデビュー。A-級コネチカット・タイガースとA級ウェストミシガン・ホワイトキャップスでもプレーし、3球団合計で49試合に出場して打率.224、3本塁打、28打点を記録した。
2016年はA-級コネチカットとA級ウェストミシガンでプレーし、2球団合計で79試合に出場して打率. 262、2本塁打、28打点、1盗塁を記録した。
2017年はA級ウェストミシガンとA+級レイクランド・フライングタイガースでプレーし、2球団合計で110試合に出場して打率.272、13本塁打、66打点、3盗塁を記録した。
2018年はAA級エリー・シーウルブズでプレーし、127試合に出場して打率. 259、21本塁打、75打点、1盗塁を記録した。
2019年はAA級エリーとAAA級トレド・マッドヘンズでプレーし、2球団合計で124試合に出場して打率.225、19本塁打、68打点を記録した。
2020年はCOVID-19の影響でマイナーリーグの試合が開催されなかったため、公式戦の出場は無かった。
2021年はAA級エリーとAAA級トレドでプレーし、2球団合計で109試合に出場して打率.263、32本塁打、78打点、3盗塁を記録した。
2022年、マイナーではAAA級トレドでプレーし、145試合に出場して打率.246、29本塁打、99打点、7盗塁を記録した。 9月4日にメジャー契約を結んでアクティブ・ロースター入りすると、翌5日のロサンゼルス・エンゼルス戦でメジャーデビュー。この年メジャーでは2試合に出場して5打数無安打だった。オフの11月9日にマイナー契約となり、翌10日にFAとなった。

### オリオールズ時代
2022年12月6日にボルチモア・オリオールズとマイナー契約を結んだ。
2023年の開幕は傘下のAAA級ノーフォーク・タイズで迎え、6月3日にメジャー契約を結んでアクティブ・ロースター入りした。昇格翌日のサンフランシスコ・ジャイアンツ戦では「7番・三塁手」で先発出場して3回表の第2打席でメジャー初安打となる2点適時打を放った。AAA級ノーフォークへ降格後の7月19日にDFAとなり、26日にマイナー契約となった。

## 詳細情報

### 年度別打撃成績
| 年 度    | 球 団    | 試 合 | 打 席 | 打 数 | 得 点 | 安 打 | 二 塁 打 | 三 塁 打 | 本 塁 打 | 塁 打 | 打 点 | 盗 塁 | 盗 塁 死 | 犠 打 | 犠 飛 | 四 球 | 敬 遠 | 死 球 | 三 振 | 併 殺 打 | 打 率 | 出 塁 率 | 長 打 率 | O P S |
| -------- | -------- | ----- | ----- | ----- | ----- | ----- | -------- | -------- | -------- | ----- | ----- | ----- | -------- | ----- | ----- | ----- | ----- | ----- | ----- | -------- | ----- | -------- | -------- | ----- |
| 2022     | DET      | 2     | 5     | 5     | 0     | 0     | 0        | 0        | 0        | 0     | 0     | 0     | 0        | 0     | 0     | 0     | 0     | 0     | 3     | 0        | .000  | .000     | .000     | .000  |
| 2023     | BAL      | 11    | 23    | 22    | 0     | 4     | 0        | 0        | 0        | 4     | 4     | 0     | 0        | 0     | 0     | 1     | 0     | 0     | 7     | 1        | .182  | .217     | .182     | .399  |
| MLB：2年 | MLB：2年 | 13    | 28    | 27    | 0     | 4     | 0        | 0        | 0        | 4     | 4     | 0     | 0        | 0     | 0     | 1     | 0     | 0     | 10    | 1        | .148  | .179     | .148     | .327  |

- 2023年度シーズン終了時

### 背番号
- 58（2022年）
- 49（2023年）